# Carlton Curlieu
 (octobre 2023).
Pour les articles homonymes, voir Carlton.
Carlton Curlieu est une paroisse civile et un village du Leicestershire, en Angleterre.